# Stevelin Urdahl
Stevelin Urdahl, född Stevelin Urdahl Foss 21 september 1899 i Kristiania (nuvarande Oslo), död 14 augusti 1967, var en norsk skådespelare.
Urdahl verkade under 1940- och 1950-talen vid Det Nye Teater och under 1960-talet vid Oslo Nye Teater. Han var också filmskådespelare och medverkade i tretton filmer och en TV-serie mellan 1946 och 1966. Han debuterade i Nils R. Müllers På kant med samhället.
Han ligger begravd på Vestre gravlund i Oslo.

## Filmografi
- 1946 – På kant med samhället
- 1946 – Englandsfarare
- 1948 – Kampen om atombomben
- 1949 – Gatpojkar
- 1952 – Det kunne vært deg
- 1954 – Portrettet
- 1957 – På slaget åtte
- 1958 – Människor på flykt
- 1958 – Pastor Jarman kommer hjem
- 1959 – Herren och hans tjänare
- 1961 – Hans Nielsen Hauge
- 1964 – Klokker i måneskinn
- 1966 – Broder Gabrielsen
- 1966 – Lille Lord Fauntleroy (TV-serie)